# Košická Polianka
Košická Polianka és un poble i municipi d'Eslovàquia. Es troba a la regió de Košice, a l'est del país.

## Història
La primera referència escrita de la vila data del 1335.

## Demografia
| Godina             | 1994 | 2004   | 2014    | 2024   |
| ------------------ | ---- | ------ | ------- | ------ |
| Nombre de persones | 906  | 912    | 1007    | 1066   |
| Diferència         |      | +0,66% | +10,41% | +5,85% |

| Godina             | 2023 | 2024   |
| ------------------ | ---- | ------ |
| Nombre de persones | 1063 | 1066   |
| Diferència         |      | +0,28% |